# Route 62
Die Route 62 (auch Cape Route 62) ist eine Fernstraße in den Provinzen Westkap und Ostkap in Südafrika. Sie führt von Kapstadt über Paarl, Tulbagh, Worcester, Montagu, Calitzdorp, Oudtshoorn, Uniondale und Kareedouw nach Gqeberha. Sie ist rund 850 Kilometer lang und gilt als eine der schönsten Reiserouten durch Südafrika. Der Name erinnert an die bekannte Route 66 in den USA, die Chicago mit Los Angeles verbindet und ebenfalls durch überwiegend ländliche Gebiete führt.
Ab Montagu trägt die Straße auch offiziell die Nummer R 62 (Regionalstraße Nr. 62).
Vor dem Bau der N2 im Jahr 1958 war die R62 die wichtigste Verbindung zwischen Kapstadt und Gqeberha. Die Küstenstrecke (Garden Route) mit der stark frequentierten N2 ist heute bei Touristen beliebt, doch nur wenige Touristen benutzen die Route 62 durch die ländliche Karoo.

## Verlauf
Die Route 62 verläuft durch die folgenden Weinbauregionen: Boberg (Tulbagh), Coastal Region (Paarl, Wellington), Breede Rivier Valley (Worcester, Robertson, Bonnievale) und Klein Karoo/Little Karoo (Montagu, Barrydale, Calitzdorp). Sie ist damit eine der längsten Weinstraßen der Welt.
Der in Montagu nach Passieren des Cogman’s Pass beginnende Teil der Strecke gilt als schönster Abschnitt der Route 62. Anschließend fährt man durch eine Karoo-Landschaft bis Barrydale und weiter nach Ladismith. Die nächsten Dörfer, Zoar und Amalienstein, sind ehemalige Missionsstationen. Calitzdorp ist das Zentrum der Südweinproduktion in Südafrika, Oudtshoorn das Zentrum der Straußenzucht in Südafrika.
Von Oudtshoorn führt die Straße über De Rust, Uniondale und Joubertina bis nach Gqeberha.

## Entfernungen
- Kapstadt nach Worcester: 96 Kilometer
- Worcester nach Barrydale: 146 Kilometer
- Barrydale nach Ladismith: 76 Kilometer
- Ladismith nach Calitzdorp: 50 Kilometer
- Calitzdorp nach Oudtshoorn: 50 Kilometer
- Oudtshoorn nach Uniondale: 115 Kilometer
- Uniondale nach Joubertina: 76 Kilometer
- Joubertina nach Kareedouw: 43 Kilometer
- Kareedouw nach Humansdorp: 50 Kilometer
- Humansdorp nach Gqeberha: 90 Kilometer